# Karl-Alexander Hellfaier
Karl-Alexander Hellfaier (* 18. Juni 1918 in Ostrosnitz; † 18. August 1987 in Detmold) war ein deutscher Historiker und Bibliothekar.

## Leben
Hellfaier studierte 1941 bis 1943 an der Universität Wien und nach seinem Wehrdienst ab 1946 an der Universität Halle/S. Geschichte, Deutsch, Erdkunde und Slawistik. Er wurde 1950 Assistent, später Oberassistent bei Leo Stern und promovierte 1956 zum Dr. phil. mit der Arbeit "Kampf und Organisation der illegalen Sozialdemokratie während des Sozialistengesetzes 1878-1890". Nachdem seine als Buch veröffentlichte Doktorarbeit als unmarxistisch und revisionistisch in die Kritik geraten war und er eine Überarbeitung verweigerte, floh er 1959 mit seiner Familie über West-Berlin nach Nordrhein-Westfalen.
Nach der Fachprüfung für den höheren Bibliotheksdienst am Bibliothekar-Lehrinstitut des Landes Nordrhein-Westfalen 1964 war er zunächst an der Stadt- und Landesbibliothek Dortmund tätig, an der er schon seit 1961 gearbeitet hatte und wurde dort 1965 stellvertretender Direktor. Von 1966 bis 1983 war er als ihr Direktor an der Lippischen Landesbibliothek Detmold tätig. Nachfolger in diesem Amt wurde sein Sohn Detlev Hellfaier (* 1948), der diese Bibliothek von 1983 bis 2013 leitete.

## Schriften (Auswahl)
- Die deutsche Sozialdemokratie während des Sozialistengesetzes 1878–1890. Ein Beitrag zur Geschichte ihrer illegalen Organisations- und Agitationsformen. Berlin 1958, OCLC 610671097.
- Die Lippische Landesbibliothek. Detmold 1969, OCLC 74179574.
- Bild- und Textdokumente aus der Chronik der Lippischen Landesbibliothek. Detmold 1974, OCLC 721496670.
- Figurinen und Bühnenbildentwürfe zu Christian Dietrich Grabbes Dramen im Grabbe-Archiv Alfred Bergmann der Lippischen Landesbibliothek Detmold. Detmold 1976, OCLC 251807267.
- Die Bibliothek Ferdinand Freiligraths (= Nachrichten aus der Lippischen Landesbibliothek Detmold, Bd. 8). Detmold 1976.